# Herbulotia herbulotina
Herbulotia herbulotina là một loài bướm đêm trong họ Geometridae.